# Иманакунов, Бейшен Иманакунович
Бейше́н Иманаку́нович Иманаку́нов (16 марта 1930, Сары-Камыш, Киргизская АССР — 26 октября 2019, Бишкек) — советский, киргизский химик, академик Национальной академии наук Кыргызстана.

## Биография
Родился 16 марта 1930 года в селе Сары-Камыш (ныне — Ак-Суйский район Иссык-Кульской области).
Окончил химический факультет Киргизского государственного университета (1953) и аспирантуру Института химии АН Киргизской ССР (Фрунзе, 1956). В 1956—1961 годах младший научный сотрудник там же.
С 1961 года — старший научный сотрудник Института неорганической и физической химии АН Киргизской ССР. В 1968—1971 годы — учёный секретарь, в 1975—1989 — директор Института.
С 1989 года и до конца жизни — заведующий лабораторией химии координационных соединений Института химии и химических технологий НАН КР. В 1997—2003 годах главный учёный секретарь Президиума НАН КР.
Умер 26 октября 2019 года.

## Научная деятельность
С 1961 году защитил кандидатскую, в 1972 — докторскую диссертацию. Член-корреспондент АН Киргизской ССР (1977), действительный член НАН КР (1997).
Подготовил 4 доктора и 36 кандидатов наук.
Автор более 350 научных работ, в том числе 7 монографий, свыше 20 изобретений.

### Избранные труды
- Иманакунов Б. И. Взаимодействие ацетамида с неорганическими солями : дис. … д-ра хим. наук : 02.00.00. — Фрунзе, 1972. — 353 с.
- Иманакунов Б. И. Взаимодействие ацетамида с неорганическими солями / АН КиргССР. Ин-т неорган. и физ. химии. — Фрунзе : Илим, 1976. — 157 с.
- Дружинин И. Г., Иманакунов Б. И., Кыдынов М. К., Калбаев А. К. Алюмосульфатные источники Киргизии / АН КиргССР. Ин-т неорган. и физ. химии. — Фрунзе : Илим, 1971. — 146 с.
- Иманакунов Б. И., Ким Т. П., Байдинов Т. Реакция формамида и диметилформамида с неорганическими солями / АН КиргССР, Ин-т неорган. и физ. химии. — Фрунзе : Илим, 1986. — 177 с.

## Награды
- медаль «За доблестный труд в Великой Отечественной войне 1941—1945 гг.»
- медаль «За доблестный труд. В ознаменование 100-летия со дня рождения Владимира Ильича Ленина»
- Почётная грамота Президиума Верховного Совета Киргизской ССР
- медаль «Данк»
- медаль «Честь. Слава. Труд» III степени
- Государственная премия Киргизской Республики в области науки и техники
- премия НАН КР имени И. К. Ахунбаева
- премия имени Ж.Баласагына[2]
- Заслуженный деятель науки Киргизской ССР (1991).